# Miconia atrofusca
Miconia atrofusca är en tvåhjärtbladig växtart som beskrevs av Célestin Alfred Cogniaux. Miconia atrofusca ingår i släktet Miconia och familjen Melastomataceae. Inga underarter finns listade i Catalogue of Life.